# 古代殖民地

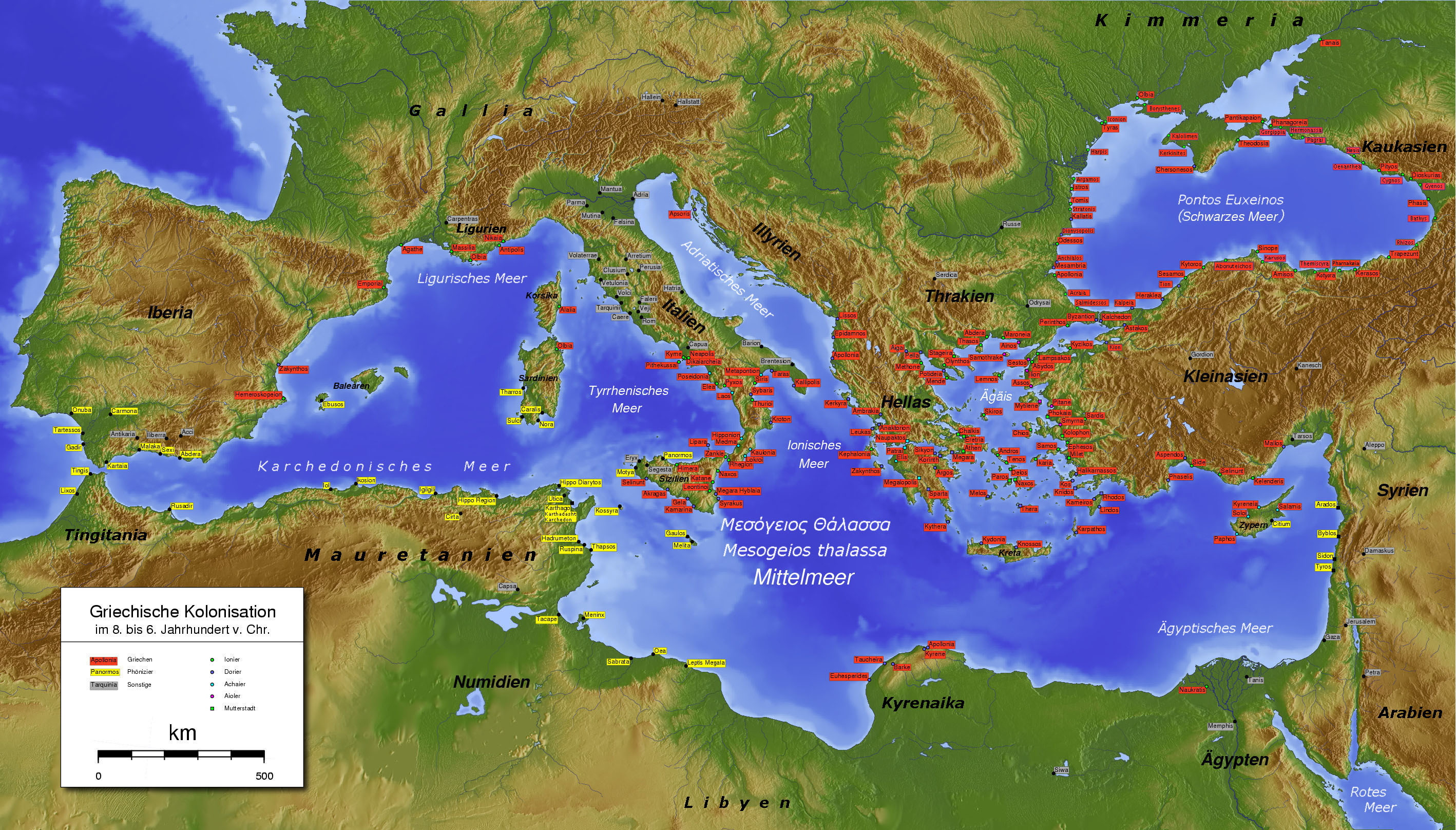
约公元前6世纪的地中海。黄色标签为腓尼基人建立的城市，红色为希腊人建立的城市，灰色为其他民族建立的城市。

古代殖民地是指古代地中海地区的文明建立的海外殖民地，大多与母城邦（metropolis，英语中大都市一词即来源于此）领土不接壤的殖民城邦的形式。殖民城市与母城市之间的联系依然十分紧密，但与近代的殖民主义不同的是，这种联系并不以母城市直接控制殖民城市的形式存在。相反，古代的殖民地通常从一开始就是独立且自治的。

## 古埃及殖民地
早在第一王朝时期，古埃及人就在迦南南部建立了一个殖民地。
法老那尔迈命令殖民迦南的埃及人生产陶器，并将其运回埃及本土。古埃及人早在前3000年甚至更早以前就掌握了造船技术。美国考古学会称现今发现的最早的船——75英尺长，年代约在前3000年——可能属于法老荷尔-阿哈。

## 腓尼基殖民地
腓尼基人是前1千年早期地中海地区的贸易霸主，他们于埃及和希腊保持贸易关系，在多处建立殖民地。他们的殖民地甚至远至今天西班牙加的斯。通过加迪尔，腓尼基人掌握了通往大西洋的航道以及与不列颠的商路。
腓尼基人建立的最著名的，也是最成功的殖民地是迦太基，大约由泰尔人在前814–前813年建立。迦太基后来作为西地中海的强权国家，成为罗马人的强劲对手，并且在西班牙南部建立了殖民地新迦太基（今卡塔赫纳）。

## 古希腊殖民地

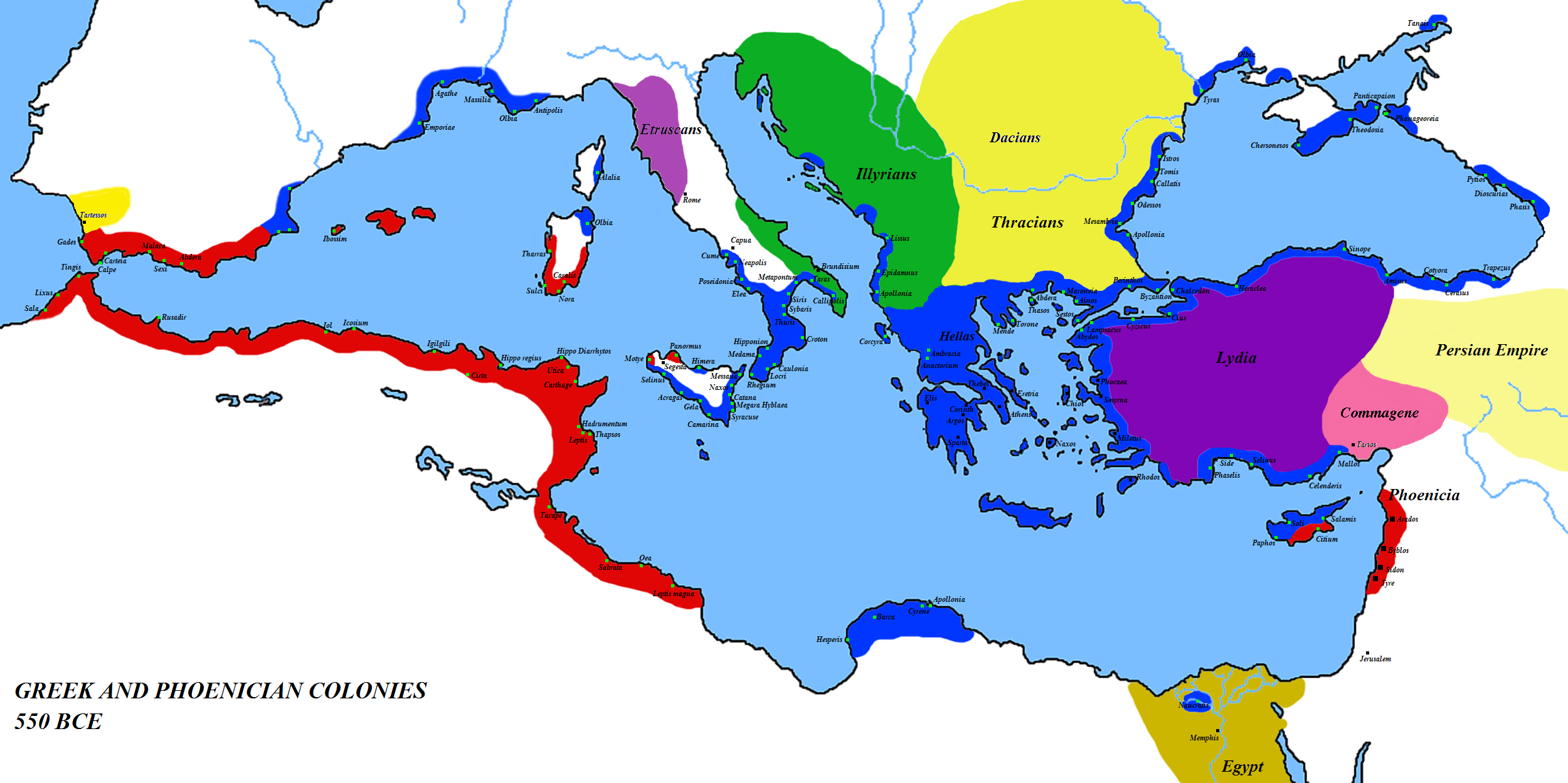
约前550年的腓尼基和希腊殖民地

在古希腊，殖民地的建立者或为逃脱外敌之手的被征服者；或为在内乱中失败而逃离的一方；或为城邦为避免人口增长过快引发危机而派出的殖民者；或是被陶片放逐制所驱逐的不受欢迎者。但在大多数情况下，海外殖民的动机是为了建立与巩固与外国的贸易关系，进而增加母城市（希腊语中被称为metropolis）的财富。早在前8世纪，希腊人就在爱奥尼亚和色雷斯建立了殖民地。
30多个希腊城邦在环地中海地区建立了殖民地，其中最活跃的是米利都，他们从前9世纪晚期至前5世纪建立的90个殖民地遍布地中海，东至黑海海岸和安纳托利亚（今土耳其），西至伊比利亚半岛的南部海岸，同时他们还在北非的利比亚海岸拥有数个殖民地。
古希腊的殖民城邦分为两种：一种叫做 - apoikia（复数形式为，apoikiai），另一种为 - emporion （复数形式为，emporia）。第一种本身就是城邦，而第二种则是小规模的贸易站点。
希腊城邦在前900年至前800年左右开始建立殖民地，最早是在叙利亚海岸建立的港口以及在今天那不勒斯湾的伊斯基亚建立的商业城市匹德库塞（Pithekoussai），两处殖民地均在前800年左右由优卑亚人建立。
在“黑暗时代”与古风时期之交，希腊爆发了两次殖民潮，其中一次发生于前8世纪早期，另一次发生于前6世纪。人口增长和生存空间狭窄似乎不足以解释这一现象，而由经常性的无政府状态带来的竞争精神与政治经济活力，新产生的希腊城邦概念，以及试图扩大自己的经济影响力的努力，才是这两次移民潮的真正原因。在希腊人的此次扩张中，金属货币的使用逐渐风行于整个地中海盆地。

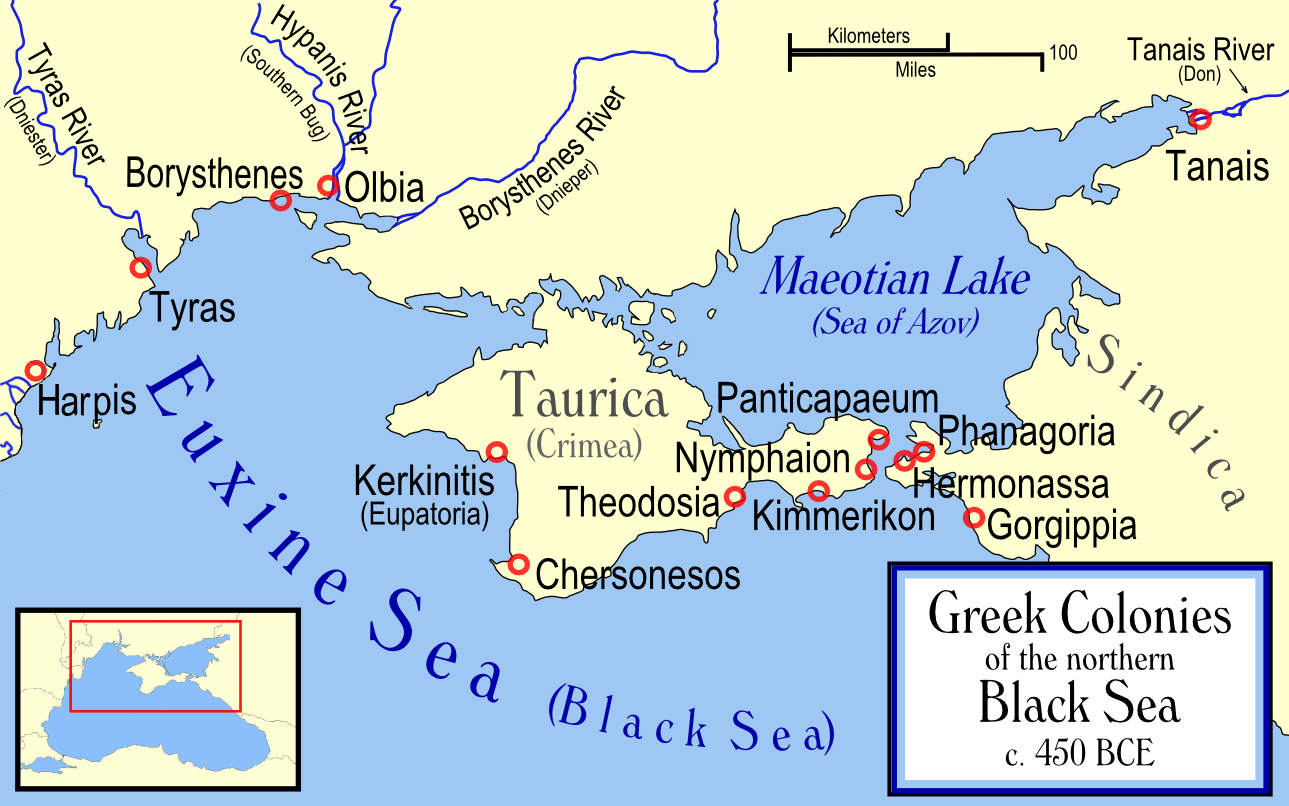
约前450年，黑海北岸的希腊殖民地

在殖民者启程之前，由于宗教原因，通常要遵守一些准则。当一个城邦准备进行殖民前，殖民者通常都要先请求神谕（一般是询问德尔斐的皮媞亚祭司）。对于殖民者的选择，有时会征召特定阶层的市民参与；有时会从每个拥有多个子嗣的家庭中选择一个儿子；而外邦人表达参与殖民的请求也被允许。人们将选择其中的一名优秀者来领导移民和指挥行动。成为殖民地的建立者是十分光荣的事，在他们死后，会被作为英雄看待。殖民者将从议会场所的公共壁炉中取出圣火，而火种将被用来点燃新城市的公共壁炉。新的城市将延续原有城市的主要神明的信仰，而即使几个世纪后，殖民地仍然会在母城市的重要庆典时派遣使节和进献贡品。
殖民城市与母城市之间的关系通常是友好互惠的，大多数分歧都通过和平手段解决，只有极特殊情况下才会采用战争手段。在殖民地建立时，一般会采用母城市的法律和宪章，但新城市会保持政治上的独立。如果殖民城市准备建立新的殖民地，通常会向母城市咨询意见，或至少要求母城市派遣一名领导者。殖民地城市经常要向希腊本土的母城市联盟宣誓效忠，或向德尔斐、奥林匹亚、提洛等宗教中心进献贡品以示敬意。值得一提的是，伯罗奔尼撒战争爆发的其中一个原因就是科林斯与其殖民地克基拉之间的纠纷。而雅典城邦则形成了一类特殊的殖民者，被称为“cleruch”（klêrouchoi），他们受领被征服的土地，负责开垦和守卫，并依然保有雅典的公民权。而设在国外（如埃及）的商站则与一般的殖民地有所不同，商站的成员依然保有在自己祖国的居住权，并且有固定的任期。

## 古罗马殖民地
在古代意大利，出于稳定新征服地的目的而建立殖民地是一个古老的惯例。由于早期罗马共和国并未建立常备军，罗马人通常向被征服城镇派遣由一小部分市民组成的团体来作为守备队。这些守备队有时由罗马公民组成，人数通常为300名；或者由拉丁同盟成员组成，通常数量更多。其余的被征服土地则被交给定居者。coloniae civium Romanorum（罗马公民殖民地）一般特意用来防卫意大利的东西海岸，因此也被称为coloniae maritimae。而coloniae Latinae（拉丁同盟殖民地）的数量更多，一般用来防卫内陆。
领导殖民者建立定居点的任务一般被委派给一个三人委员会。在城邦建立后，这个委员会的成员还将作为殖民地的保护者继续与殖民地保持联系。殖民者将跟随在旗帜后，以军事队列进入被征服的城市，并在殖民地建成后举行特殊庆典。殖民地免于赋税，并仿照罗马建立自己的政治体制，选出自己的元老院议员以及其他政府官员。对于这些体制，当地的原住民必须无条件接受。罗马公民殖民地的殖民者将保持公民权，并免除兵役，他们的地位被认为和前哨部队等同。而拉丁同盟殖民地的成员则地位与同盟者相同，享有拉丁公民权。这项政策赋予了这些殖民者一定的财产权、贸易权、迁徙权，以及在特定情况下获得完整的罗马公民权的机会，尽管在很多情况下这些权利会受到限制。
在格拉古兄弟时期，殖民地已经失去了军事意义。殖民活动变成了供养底层平民的一种途径。在苏拉时代后，政府开始将殖民地作为授予退伍军人的奖励。尤利乌斯·恺撒收回了建立殖民地的权力，这项权力后来被传承给历任罗马皇帝。皇帝们一般将殖民地建立在边疆行省，特别用来拱卫那些重要军事据点，同时也带有以前的稳定新征服地的目的。只有特殊情况下，这些行省殖民地会享受和意大利本土一样免除赋税的特权。

## 相关條目
- 古希腊殖民地
- 殖民地 (罗马)
- 大希腊
- 古代色雷斯城市列表（英语：list of ancient cities in Thrace and Dacia）
- 伊利里亚城市列表（英语：List of ancient cities in Illyria）